# Sven B.F. Jansson
Sven Birger Fredrik "Run-Janne" Jansson, född 19 november 1906 i Kungsholms församling, Stockholm, död 19 april 1987 i Saltsjöbaden, Nacka, var en svensk runforskare samt antikvarie, och en av huvudförfattarna till mastodontverket Sveriges runinskrifter; utgivet från och med 1900 (och ännu ej avslutat) av Kungliga Vitterhetsakademien.

## Biografi
Jansson var lektor vid Greifswalds universitet 1933–1934 och vid Háskóli Íslands i Reykjavik 1938–1939. Han var en av undertecknarna av Den Svenska Linjen 1940. Han disputerade vid Stockholms högskola 1944 på avhandlingen Sagorna om Vinland, och var antikvarie vid Riksantikvarieämbetet 1947–1955, professor i runologi vid Stockholms universitet 1955–1966, samt riksantikvarie 1966–1972. "Run-Janne" begravdes på Skogsö kyrkogård i Saltsjöbaden. Han gifte sig 1941 med Marie-Louise Wernstedt och är far till Gunnel Engwall, Anna-Karin Sundman, Torun Jansson och Kåre Jansson.

### Verksamhet
Närhelst det rapporterades att en runinskrift hade upptäckts på en häll eller en sten var Sven B. F. Jansson snabbt på plats och inspekterade fyndet. I Sveriges Radio var han en ofta förekommande föreläsare om runor. Han hade ett stort mått av humor, när han berättade om inskrifter, som han tolkat och om roliga ortsbor, som han träffat i samband med fynden. Han kunde konsten att popularisera sin vetenskap och göra den känd bland en större allmänhet. Därigenom stimulerade han allmänheten, att i ökad utsträckning rapportera sina fynd. Janssons kunskaper om vikingatid och tidig medeltid sträckte sig också långt utanför Norden: han bidrog med en initierad och engagerande översikt över hela den forngermanska litteraturen, både heden och kristen, i Bonniers Allmänna Litteraturhistoria (del 2, Medeltiden, 1959).
Till minne av Sven B.F. Jansson delas Run-Jannestipendiet en gång per år ut av Humanistiska föreningen vid Stockholms universitet.